# Enrico Silvestri
Enrico Silvestri (Torino, 12 maggio 1896 – Roma, 24 giugno 1977) è stato uno sciatore di pattuglia militare italiano.

## Biografia
Enrico Silvestri apparteneva alla Scuola Militare di Alpinismo, l'odierno Centro Addestramento Alpino.

## Carriera
Enrico Silvestri prese parte ai IV Giochi olimpici invernali di Garmisch-Partenkirchen 1936, dove fece parte, col grado di capitano, della squadra italiana di pattuglia militare, disciplina progenitrice del biathlon. Il Comitato olimpico internazionale aveva rifiutato l'ammissione di questa gara nel programma olimpico, ma, su espresso desiderio di Adolf Hitler, la pattuglia militare venne comunque certificata come sport dimostrativo. Nel 1936 la squadra italiana, composta oltre che da Silvestri anche da Sisto Scilligo, Luigi Perenni e Stefano Sertorelli, vinse la medaglia d'oro con il tempo di 2:28,35.0, precedendo la Finlandia (2:28,49.0) e la Svezia (2:35,24.0).
Inoltre giunse 4° ai II Giochi olimpici invernali di Sankt Moritz 1928.